# Projekt 21980
Projekt 21980 je třída hlídkových a strážních lodí vyvinutých pro ruské námořnictvo. Jejich hlavním úkolem je ochrana přístavů, protisabotážní a protiteroristické akce. Plavidla této třídy jsou provozována od roku 2009.
Čtyři jednotky této třídy byly postaveny také pro námořní síly ruské národní gardy (Rosgvardija).

## Stavba

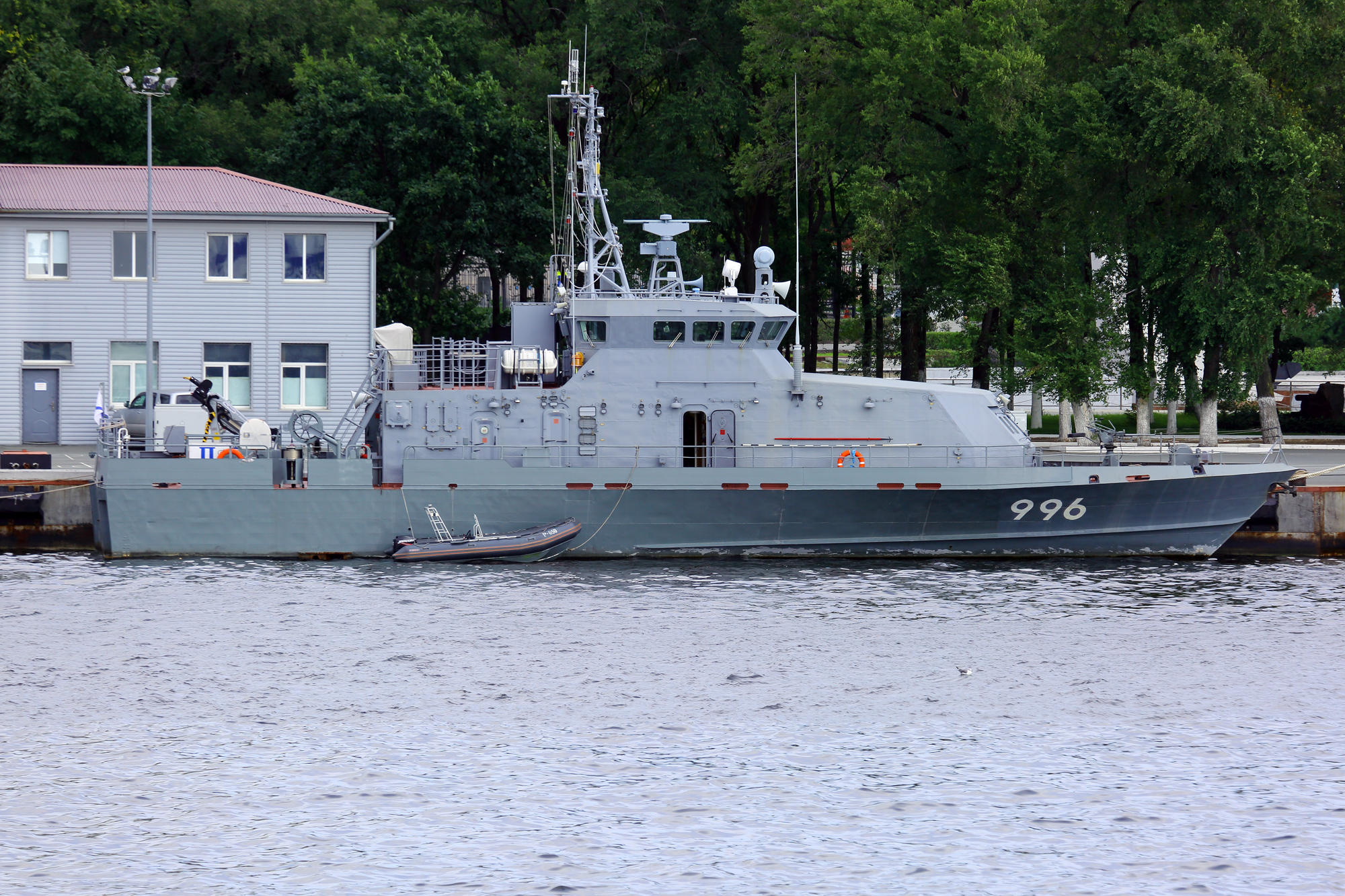
P-377

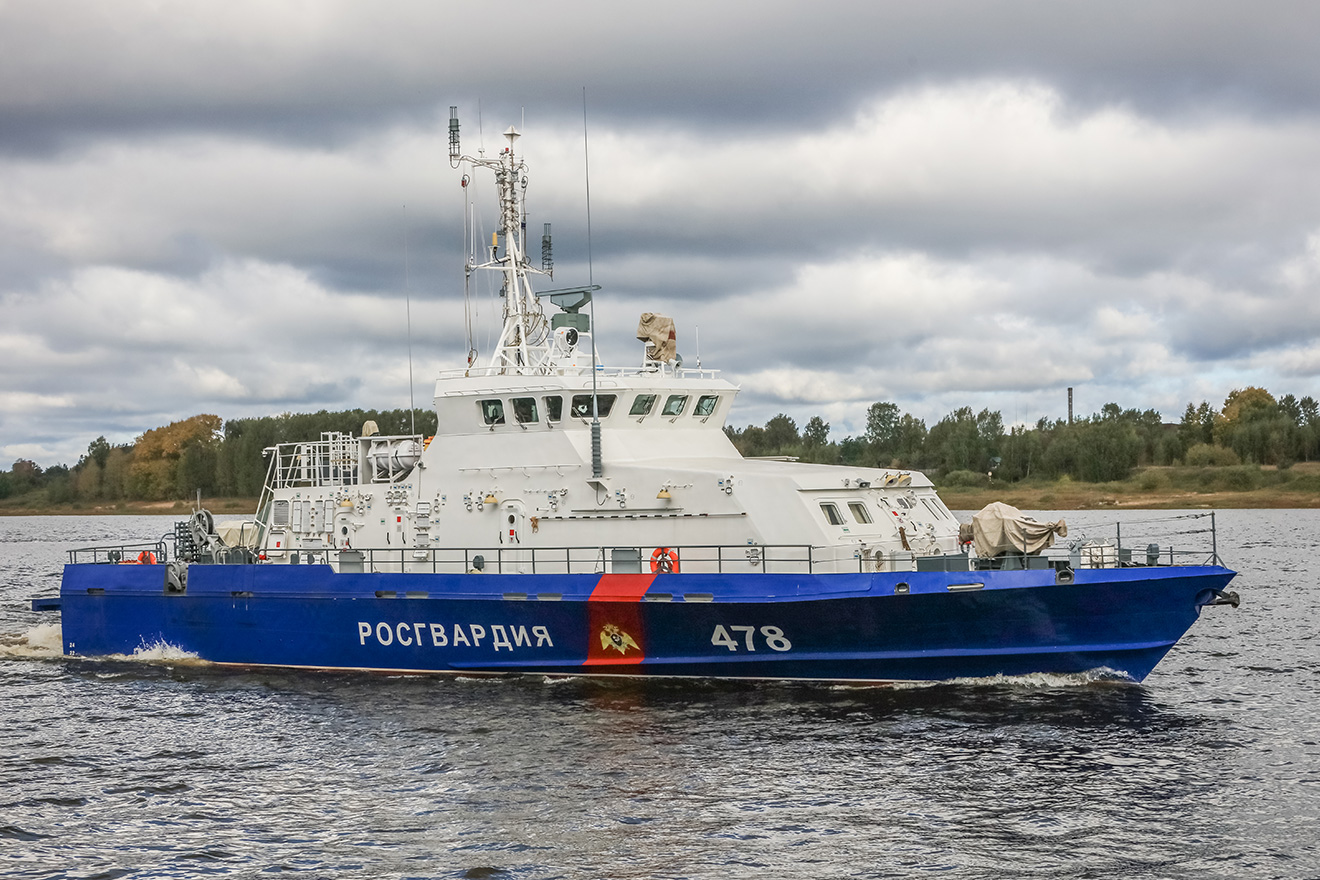
PDKA č. 478 Rosgvardija

Plavidla této třídy navrhla Nižněnovgorodská konstrukční kancelář KB Vympel. Jako první v letech 2008–2014 postavila sedmikusovou sérii loděnice Zelenodolský závod imeni A. M. Gorkého v Zelenodolsku. Do roku 2019 jsou dokončeny ještě tři čluny. Loděnice Vostočnaja Verf ve Vladivostoku staví od roku 2012 sérii šesti kusů této třídy. Poslední loděnicí, která se do stavby této třídy zapojila, je loděnice JSC Vympel v Rybinsku. Ta od roku 2014 staví šest člunů. V únoru 2020 byla objednána stavba dalších tří jednotek u loděnice v Zelenodolsku.
Jednotky projektu 21980:
| Jméno                     | Uživatel          | Loděnice    | Založení kýlu     | Spuštěna           | Vstup do služby    | Status    |
| ------------------------- | ----------------- | ----------- | ----------------- | ------------------ | ------------------ | --------- |
| P-104 Nachimovec          | Ruské námořnictvo | Zelenodolsk | 8. února 2008     | 25. dubna 2009     | 23. listopadu 2009 | aktivní   |
| P-191 Kadet               | Ruské námořnictvo | Zelenodolsk | 7. května 2010    | červenec 2011      | říjen 2011         | aktivní   |
| P-349 Suvorovec           | Ruské námořnictvo | Zelenodolsk | 6. května 2011    | 16. června 2012    | 14. listopadu 2012 | aktivní   |
| P-350 Kursant Kirovec     | Ruské námořnictvo | Zelenodolsk | 5. května 2012    | duben 2013         | 22. srpna 2013     | aktivní   |
| P-351 Junarmeec Kaspija   | Ruské námořnictvo | Zelenodolsk | 27. července 2012 | červen 2013        | 15. října 2013     | aktivní   |
| P-355 Junarmeec Kryma     | Ruské námořnictvo | Zelenodolsk | 7. května 2013    | 30. května 2014    | 17. března 2015    | aktivní   |
| P-424 Kiněl               | Ruské námořnictvo | Zelenodolsk | 27. července 2013 | 2014               | 9. října 2014      | aktivní   |
| P-433 Pavel Silaev        | Ruské námořnictvo | Zelenodolsk | 12. ledna 2015    | 2017               | 16. září 2017      | aktivní   |
| Junarmeec Tatarstána      | Ruské námořnictvo | Zelenodolsk | 7. května 2015    | 15. června 2018    | říjen 2018         | aktivní   |
| P-449 Junarmeec Dagestána | Ruské námořnictvo | Zelenodolsk | 24. dubna 2019    | 2019               | srpen 2019         | aktivní   |
| P-468                     | Ruské námořnictvo | Zelenodolsk | 7. srpna 2020     | 23. července 2021  | 23. června 2022    | aktivní   |
|                           | Ruské námořnictvo | Zelenodolsk | 7. května 2025    |                    |                    | ve stavbě |
|                           | Ruské námořnictvo | Zelenodolsk | 7. května 2025    |                    |                    | ve stavbě |
| P-471 Vladimir Nosov      | Ruské námořnictvo | Zelenodolsk | 7. srpna 2020     | 23. července 2021  | 23. června 2022    | aktivní   |
| P-474                     | Ruské námořnictvo | Zelenodolsk | 19. února 2021    | 10. června 2022    | 1. listopadu 2022  | aktivní   |
| P-377                     | Ruské námořnictvo | Vostočnaja  | 15. března 2012   | 24. června 2013    | 26. září 2013      | aktivní   |
| P-420 Junarmeec Přímořja  | Ruské námořnictvo | Vostočnaja  | srpen 2012        | 29. listopadu 2013 | 24. února 2014     | aktivní   |
| P-417 Junarmeec Kamčatki  | Ruské námořnictvo | Vostočnaja  | prosinec 2012     | 4. července 2013   | 25. září 2014      | aktivní   |
| P-431 Junarmeec Čukotski  | Ruské námořnictvo | Vostočnaja  | 2016              | 2017               | 14. října 2017     | aktivní   |
| P-445                     | Ruské námořnictvo | Vostočnaja  | 2017              | 12. října 2018     | 14. ledna 2019     | aktivní   |
| P-450 Junarmeec Sachalina | Ruské námořnictvo | Vostočnaja  | 2019              | 10. srpna 2020     | 28. května 2021    | aktivní   |
| P-340 Junarmeec Zapoljařa | Ruské námořnictvo | Vympel      | březen 2014       | 7. června 2016     | 19. listopadu 2016 | aktivní   |
| P-421 Junarmeec Belomořa  | Ruské námořnictvo | Vympel      | prosinec 2014     | 22. července 2016  | 19. listopadu 2016 | aktivní   |
| P-429 Sergej Preminin     | Ruské námořnictvo | Vympel      | 15. září 2015     | 27. dubna 2017     | 27. srpna 2017     | aktivní   |
| P-430 Valerij Fedjanin    | Ruské námořnictvo | Vympel      | 15. dubna 2016    | 22. června 2017    | 2. listopadu 2017  | aktivní   |
| P-475                     | Ruské námořnictvo | Vympel      | 15. července 2021 | 7. června 2024     | 30. prosince 2024  | aktivní   |
| PDKA č. 478               | Rosgvardija       | Vympel      | 15. května 2018   | 19. června 2019    | listopad 2019      | aktivní   |
| PDKA č. 479               | Rosgvardija       | Vympel      |                   | 10. července 2019  | 2019               | aktivní   |
| PDKA č. 480               | Rosgvardija       | Vympel      |                   | 30. července 2019  | 2020               | aktivní   |
| PDKA č. 481               | Rosgvardija       | Vympel      |                   | 19. září 2019      | listopad 2020      | aktivní   |

## Konstrukce

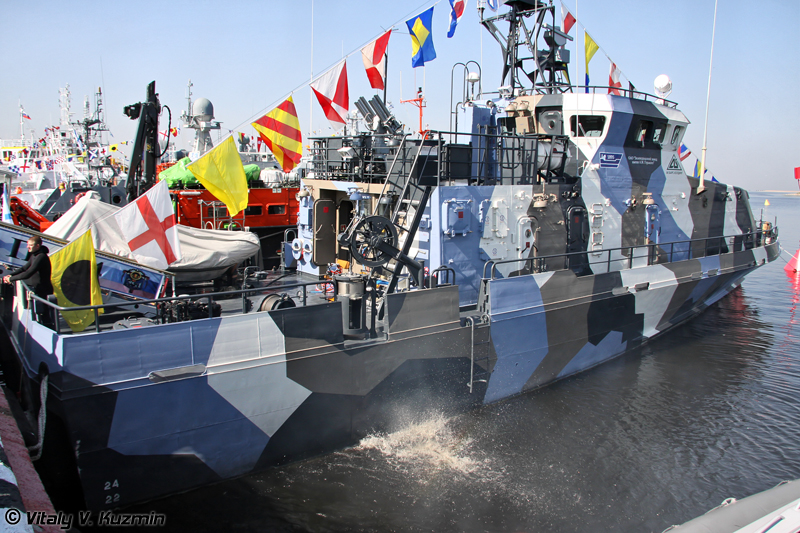
Prototypová jednotka P-104 Nachimovec

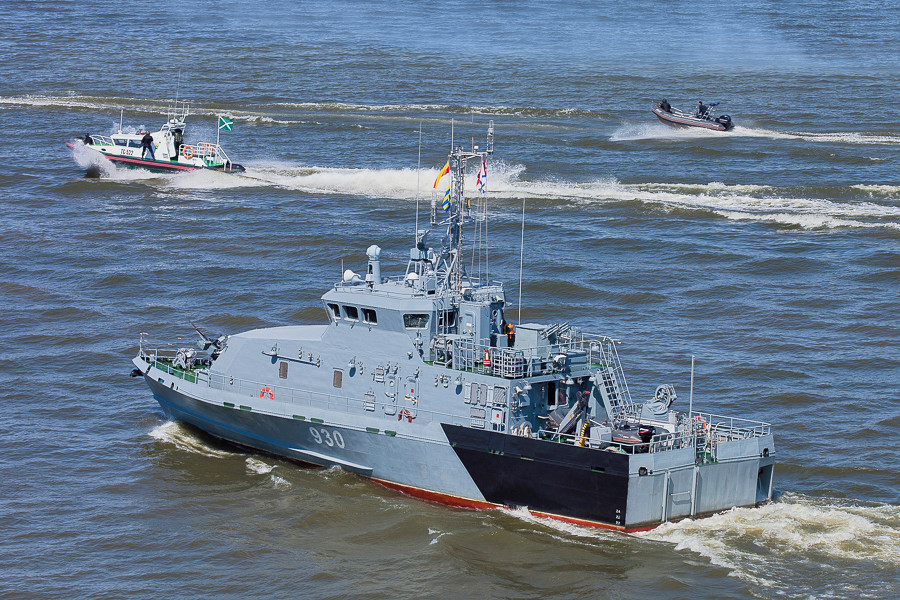
P-351 Junarmeec Kaspija

Čluny jsou vyzbrojeny jedním těžkým 14,5mm kulometem MTPU, desetinásobným 55mm granátometem DP-65A, jedním 45mm ručním granátometem DP-64 a konečně čtyřmi přenosnými protiletadlovými raketovými komplety 9K38 Igla. Dále jsou vybaveny přechodovou komorou pro potápěče a dálkově ovládaným podvodním prostředkem Falcon. Elektroniku tvoří navigační radar MR-231, elektro-optický televizní systém MTK-201M3, sonarový komplex Kalmar a protisabotážní sonar MG-757 Anapa-M. Prvních deset plavidel pohánějí dva diesely MTU 16V 4000 G23, každý o výkonu 2430 hp, pohánějící prostřednictvím dva převodovek ZF dva lodní šrouby. Ale pohonný systém pozdějších plavidel byl změněn na dva čínské diesely HND TBD620 V12, každý o výkonu 2220 hp kvůli uvalení mezinárodních sankcí západními státy proti Rusku. Nejvyšší rychlost dosahuje 23 uzlů. Autonomie provozu je 5 dnů. Dosah je 200 námořních mil.